# Jakubów (powiat włoszczowski)
Jakubów – wieś sołecka w Polsce położona w województwie świętokrzyskim, w powiecie włoszczowskim, w gminie Krasocin.
W latach 1975–1998 miejscowość należała administracyjnie do województwa kieleckiego.

## Historia
W wieku XIX Jakubów, wieś w powiecie włoszczowskim gminie i parafii Krasocin należał do dóbr Gruszczyn.
Według spisu powszechnego z roku 1921 miejscowość Jakubów posiadała 23 domy i 178 mieszkańców.